# Marie-Louise Dissard
Pour les articles homonymes, voir Dissard.
Marie-Louise Dissard (1881-1957), alias « Françoise », était une résistante française pendant la Seconde Guerre mondiale.
Elle crée à Toulouse le « réseau Françoise » et en prend la tête, assurant ainsi la continuité du réseau Pat O'Leary.

## Biographie

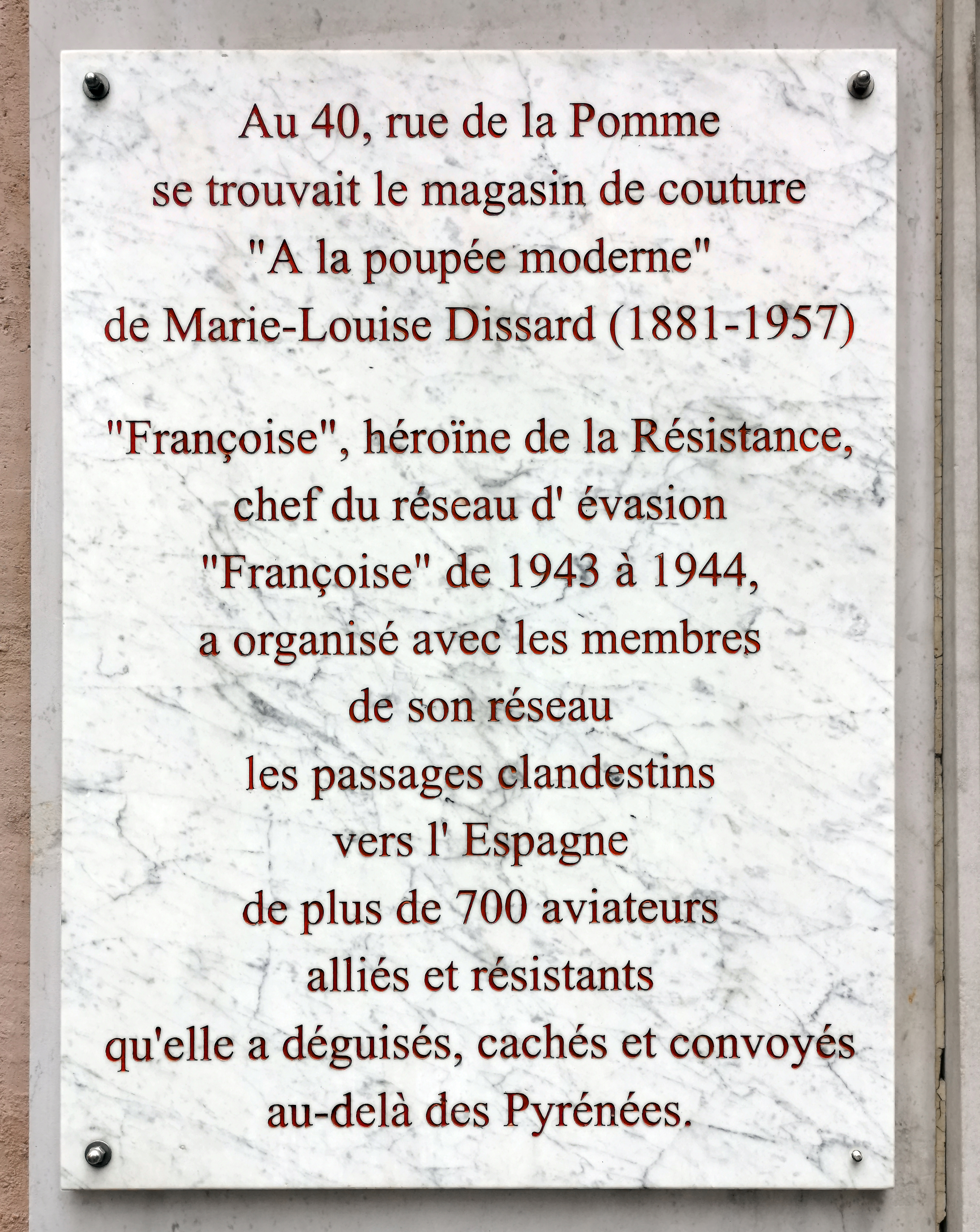
Mémorial à Marie-Louise Dissard 40, rue de la Pomme à Toulouse.

Marie-Louise Dissard naît à Cahors le 5 novembre 1881. En 1940, elle s'engage activement dans la résistance, sa boutique À la poupée moderne servant de boîte aux lettres pour la diffusion de missions ou documents. Elle agit d’abord dans un réseau sous le pseudonyme de Victoire.
Elle rejoint ensuite en 1942, sous le pseudonyme de Françoise, le réseau d’évasion Pat O’Leary du docteur Albert Guérisse, qui récupère les aviateurs britanniques et américains tombés sur le sol français occupé, les héberge et les fait passer en Angleterre en passant par l'Espagne. En septembre, elle devient, sous le no 40.068, chef du secteur de Toulouse et de sa région, pour la ligne d'évasion.
Le réseau est démantelé en mars 1943 : son chef Albert Guérisse est arrêté et emprisonné à Marseille. Accréditée officiellement pour recevoir les fonds nécessaires au fonctionnement du réseau, elle poursuit les activités du réseau, qui prend le nom de Réseau Françoise, comprenant au début 211 membres, et qui dure jusqu'à la Libération. Tenace et combative, Marie-Louise Dissard aidera plus de 700 personnes : des aviateurs alliés, mais aussi des résistants français.
Marie-Louise Dissard meurt infirme, malade et solitaire en 1957.

## Reconnaissance

### Distinctions
- France
  -  Officier de la Légion d'honneur[4] (chevalier en 1946[5])
  -  Croix de guerre 1939–1945, avec palmes (1946)[4],[5]
  -  Médaille de la Résistance française avec rosette (décret du 24 avril 1946)[6]
- Belgique
  -  Officier de l'ordre de Léopold II (1946)[4],[5]
  -  Croix de guerre belge 1940-1945, avec palme (1946)[4],[5]
- Royaume-Uni
  - Officier honoraire de l'Ordre de l'Empire britannique (OBE) (1947)[4],[5]
- États-Unis 
  -  Médaille de la Liberté, avec palme d'or (1946)[4],[5]

En 1950, compte tenu de ses responsabilités dans la Résistance, elle est homologuée lieutenant-colonel au titre des Forces Françaises Combattantes pour prendre rang du 1er octobre 1944.

### Honneurs posthumes
- Le 17 mai 1962, le Général de Gaulle, président de la République, inaugure une plaque apposée sur sa maison natale, au 4, de la rue Maréchal Foch, à Cahors.
- Un Lycée polyvalent Marie-Louise Dissard-Françoise porte son nom à Tournefeuille près de Toulouse.
- Une rue Marie-Louise Dissard existe à Toulouse (quartier de Saint Martin-du-Touch).
- Une école de Saint-Jean, près de Toulouse, a été renommée Marie-Louise Dissard.